# For Broken Ears
For Broken Ears — дебютный мини-альбом нигерийской певицы Tems. Он был спродюсирован в основном Tems, а также Spax, Omeiza и Tejiri Akpoghene, и был выпущен 25 сентября 2020 года компанией Leading Vibes Limited. Он породил несколько хитов в 2022 году, включая «Higher», который был сэмплирован в хите номер один Billboard Hot 100 от Фьючера «Wait for U», и «Free Mind», который дебютировал в чарте, обеспечив Темс её первое сольное выступление.

## История
Tems (её настоящее имя Temilade Openiyi) начала работу над мини-альбомом в 2019 году. Все треки были написаны и спродюсированы Tems, за исключением лид-сингла «Damages», который спродюсировал Spax, и «Higher», спродюсированного Tejiri Akpoghene. Композиция «The Key» была спродюсирована Omeiza, который работал над несколькими предыдущими песнями с Tems.
Лид-сингл «Damages» был выпущен 18 сентября 2020 года, а EP вышел на лейбле Leading Vibes 22 сентября 2020 года.

## Отзывы
| Оценки критиков | Оценки критиков |
| Источник        | Оценка          |
| --------------- | --------------- |
| Pitchfork       | 7.6/10          |
| Pulse Nigeria   | 8/10            |

For Broken Ears получил в целом положительные отзывы от музыкальных критиков. Pitchfork высоко оценил мини-альбом, назвав его «R&B-записью, с вихревыми синтезаторами и воздушными гармониями», отметив при этом, что голос Tems можно принять за голос американского или британского певца. Рецензия Pulse Nigeria похвалила её за сильные темы и треки, особенно «Damages» и «Ice T», а также добавила, что автору больше нравится аранжировка треков.

## Список композиций
Слова и музыка всех песен — Temilade Openiyi.
| №                   | Название             | Продюсеры             | Длительность |
| ------------------- | -------------------- | --------------------- | ------------ |
| 1.                  | «Interference»       | Tems                  | 2:55         |
| 2.                  | «Ice T»              | Tems                  | 4:07         |
| 3.                  | «Free Mind»          | Tems Omeiza           | 4:07         |
| 4.                  | «Témìládè Interlude» | Tems                  | 0:41         |
| 5.                  | «Higher»             | Tems Tejiri Akpoghene | 3:16         |
| 6.                  | «Damages»            | Spax                  | 2:49         |
| 7.                  | «The Key»            | Tems Omeiza           | 2:46         |
| Общая длительность: | Общая длительность:  | Общая длительность:   | 20:41        |

## Чарты
| Чарт (2022)                        | Высшая позиция |
| ---------------------------------- | -------------- |
| США (Billboard Independent Albums) | 28             |

| Чарт (2024)                         | Высшая позиция |
| ----------------------------------- | -------------- |
| Нигерия Nigerian Albums (TurnTable) | 99             |